# Beauvoir-en-Royans
Beauvoir-en-Royans là một xã thuộc tỉnh Isère, vùng Rhône-Alpes đông nam nước Pháp. Xã này nằm ở khu vực có độ cao trung bình 281 mét trên mực nước biển.